# Bibimys chacoensis
Bibimys chacoensis és una espècie de mamífer rosegador de la família dels cricètids. Viu a l'est del Paraguai i el nord de l'Argentina. El seu hàbitat natural són els herbassars propers als boscos. És una espècie en risc mínim, és a dir, no sembla que hi hagi cap amenaça significativa per a la seva supervivència. El seu nom específic, chacoensis, significa ‘del Chaco’ en llatí.